# Салтарија (Тренто)
Салтарија је насеље у Италији у округу Тренто, региону Трентино-Јужни Тирол.
Према процени из 2011. у насељу је живело 74 становника. Насеље се налази на надморској висини од 447 м.